# Saint-Jean-Lasseille
Saint-Jean-Lasseille (på Catalansk: Sant Joan la Cella) er en by og kommune i departementet Pyrénées-Orientales i Sydfrankrig.

## Geografi
Saint-Jean-Lasseille ligger på Roussillon-sletten 16 km syd for Perpignan. Saint-Jean-Laseille grænser op til kommunerne Villemolaque, Brouilla og Banyuls-dels-Aspres.

## Demografi

### Udvikling i folketal
| 1962                                                              | 1968 | 1975 | 1982 | 1990 | 1999 | 2007 | 2014  | 2017  |
| ----------------------------------------------------------------- | ---- | ---- | ---- | ---- | ---- | ---- | ----- | ----- |
| 248                                                               | 289  | 252  | 346  | 437  | 469  | 683  | 1.478 | 1.540 |
| Tal fra og med 1962 er uden dobbelttælling (sans doubles comptes) |      |      |      |      |      |      |       |       |